# مکلین (ساسکاچوان)
مکلین (به انگلیسی: Macklin) یک منطقهٔ مسکونی در کانادا است که در ساسکاچوان واقع شده‌است. مکلین ۳٫۱۴ کیلومتر مربع مساحت و ۱٬۴۱۵ نفر جمعیت دارد.